# Енисей (Иркутская область)
Енисей (Бурятский Янгут) (бур. Буряад Янгуд) — село в Осинском районе Иркутской области (Усть-Ордынский Бурятский округ). Входит в муниципальное образование «Бурят-Янгуты» и является его центром.

## География
Расположена примерно в 23 км к востоку от районного центра, села Оса, на абсолютной высоте 431 м над уровнем моря.

### Внутреннее деление
Состоит из 20-и улиц:
- 1-й мкр.
- 2-й мкр.
- 60 лет Октября
- Больничный пер.
- Гагарина
- Ильина
- Кирова
- Лермонтова
- Лесная
- Ломоносова
- Молодёжная
- Набережная
- Онгосорская
- Осипова
- Павлова
- Петонова пер.
- Подгорная
- Степная
- Чапаева
- Школьная

## Топонимика
О происхождении названия Енисей см. Енисей#Название.
Название Бурятский Янгут происходит от названия бурятского рода янгут (янгуты).

## Население
| 2002 | 2010  | 2011  | 2012  |
| ---- | ----- | ----- | ----- |
| 988  | ↗1019 | ↘1017 | ↗1021 |

## Известные люди
Петонов, Владимир Константинович (1932—1993) — российский бурятский поэт, Народный поэт Бурятии, Заслуженный работник культуры Бурятии.